# 在華紡
在華紡（ざいかぼう）とは、第二次世界大戦以前の中国において、日系資本によって経営された紡績業。

## 概要
1894年（明治27年）、綿輸出関税の撤廃によって日本の綿紡績品は先行するイギリスの製品と競争しつつ、中国市場に進出していった。1902年に三井物産によって買収された旧興泰紗廠を母体とする上海紡績が在華紡の先駆となった。1909年、最初の資本輸出として内外綿株式会社が上海に設立され、1911年には同地に工場を建設して、日本紡績業の中国進出の契機となった。
第一次世界大戦から大戦後にかけて、日本国内における賃金上昇や国際労働機関加盟に伴う深夜業禁止政策などをきっかけとして、日本の大手紡績業の多くが上海・青島などの中国都市に進出した。1921年から翌年にかけて、日本企業のうち9社が相次いで中国に進出するなど、1925年までに計17社が進出した。
在華紡は欧米系企業とは異なり、日本の従来の経営形態を持ち込み、現地の住民を日本国内の半額程度の安い賃金で雇用し、1925年には日本国内の1/4にあたる100万錘規模（中国全域の4割弱）を占めるようになった。中国系民族資本は、在華紡及びそれと連携した紡績業・日本商社の資本力・販売網に対抗するのが困難であった（1930年にはその投資額は満州を除いた中国全域で1億8332万円に達したとされている）。一方で、在華紡が中国進出をしていることが、日中間で様々な摩擦を引き起こすことにもつながり、1923年の旅大回復運動をきっかけとして、断続的に続いた日貨排斥運動の主要標的となった。1925年には、上海在華紡労働者のストライキがきっかけとなり、五・三〇事件が起こった。この結果、日本が張作霖政権を軍事弾圧するに至った。
1931年の満洲事変ののち、満洲国が建国されると紡績連合、日本政府、南満州鉄道が共同出資して満洲綿花協会が発足し、中国産原綿の確保にあたった。一方、日中の対立が満洲事変・第一次上海事変・日中戦争と展開するにつれて、日貨排斥の動きは激化した。1938年の青島攻防戦では、在華紡地域が戦場となり、青島の在華紡は事実上潰滅した。
だが、中国における関税自主権回復、金融恐慌・世界恐慌による日本国内市場の崩壊の流れの中で、日本の紡績業は中国での低価格での現地生産による中国市場の確保によって活路を見出す以外にはなかった。中国本土を占領した日本陸軍の保護を受けるかたちで在華紡の進出が進み、青島に代わって天津に新たな拠点が形成され、さらに敵対行為を理由に中国民族資本家から接収した紡績工場が在華紡の委任経営下に入り、中国紡績業は在華紡の支配するところとなった。だが、日本の敗戦により、逆に中国側によって在華紡の紡績工場は接収され、さらに中国革命による中華人民共和国の成立によって国営化されることとなった。